# Panam (presentadora)
Laura Abramo (Caseros; 21 de octubre de 1974), conocida popularmente como Laura Franco o Panam, es una actriz, cantautora, directora y productora argentina, conocida por ser creadora de programas para niños.

## Biografía
Vivió sus primeros años en el oeste del conurbano de la provincia de Buenos Aires y cursó sus estudios en el colegio “Nuestra Señora de Buen Viaje” de Loma Hermosa. Al terminar el secundario, inició su carrera como docente en el Instituto Sagrado Corazón de San Martín, donde asistió hasta los últimos años.
Fue marmolera, estudió magisterio e indumentaria textil, porque la madre tenía un taller de costura y se sintió atraída por ese oficio. También estudió diseño y hasta llegó a tener un local.Luego incursionó en el modelaje donde fue furor en la pantalla y tapas de revista.

## Carrera profesional
A los medios llegó como modelo en el año 1997, en el programa llamado “El Portal de la noche” conducido por Raúl Portal a quien debe su nombre artístico.
También el año 1997, trabajó con Gerardo Sofovich hasta el año 2002, en sus obras de teatro y en los programas “La noche del domingo”, “El nieto de Don Mateo” y “Polémica en el bar” como secretaria y actriz.
En el año 2001, tras la muerte de su padre, empezó a desarrollar un proyecto infantil, componiendo sus temas y escribiendo los guiones del mismo junto a Carlos Tarrío. Para poder producirlo, tuvo que hipotecar su casa.
En el año 2003, estrenó “Yo soy Panam” en Canal 9 hasta el año 2006, donde interpretó “Chiquipin pin pan, Panam” y esos mismos años hizo teatro con el mismo nombre del programa.
En el año 2005, ganó su primer Martín Fierro en el rubro “Mejor Programa Infantil”. En el año 2006, ganó por su temporada teatral de Villa Carlos Paz el Premio “Carlos” al mejor espectáculo para niños y su CD “Yo soy Panam, Volumen 3“, fue nominado en la terna de los Premios Carlos Gardel. En el año 2007, estrenó la obra teatral “Los Angelitos de la isla” y a finales de año, gana el premio Estrella de Mar en la ciudad de Mar del Plata. En el año 2009, Laura estrenó en la señal Magazine su programa “Panam Corazón” y fue nominada a los premios Martín Fierro de Cable en la terna “Mejor programa infantil”.
En el año 2010, llega a El Trece con “Panam y Circo”. El programa se emitió todos los días hasta el año 2016 y actualmente lo emiten los fines de semanas por la pantalla del mismo canal. Ese mismo año fue nominada a los Premios Gardel por su disco "Llegó Panam".
En el año 2017, ganó su segundo Martín Fierro como “Mejor Programa Infantil/Juvenil” y emitió su noveno CD y DVD, “A jugar con Panam”. Ese mismo año llegó a la plataforma Netflix con su primera temporada de “Panam y Circo”. En el año 2018, ganó su el tercer Martín Fierro, esta vez el Digital, por las reproducciones de sus vídeos infantiles en Youtube. Ese mismo año adquirió la licencia de una marca de juguetes que lleva su nombre.
En el año 2019, ganó su cuarto Martín Fierro como “Mejor Programa Infantil/Juvenil” y cambió de discográfica para trabajar con Leader Music, una compañía dedicada específicamente a la producción de contenido infantil digital. En ese año también lanzó su décimo Cd “A cantar, bailar y jugar". Compartió escenario con actores tales como Nacha Guevara, Sandra Mihanovich, Daniel Agostini Guillermo Novelis, Luis Ventura, entre otros y también interpretó un tema con la colaboración de la animadora infantil brasileña Xuxa.
En "Panam y circo" trabajó con Carlitos Balá por más de 10 años con quien realizó presentaciones por toda la Argentina y con quien mantuvo una linda amistad hasta el fallecimiento del humorista. En el cumpleaños número 95, Panam y los actuales referentes del mundo infantil lo homenajearon con un video donde se recordaron frases célebres del animador.
En el año 2020, fue nominada al premio Carlos Gardel. en el rubro Mejor Álbum Infantil aunque hasta el momento se desconoce la fecha de la premiación. Debido al contexto mundial del COVID-19, Laura Franco, publicó una serie de libros y audiolibros con sus “cantacuentos” para entretener a los más pequeños durante el aislamiento. En plena cuarentena lanzó un videoclip donde participan a distancia, colegas y figuras del espectáculo argentino invitando a que se entretengan las familias desde sus casas. En el año 2020, muchas de sus canciones fueron traducidas en 10 idiomas.
"Te amodoro" es una frase que Panam utiliza para expresarle su amor a todos los niños que la siguen tanto en el teatro como en televisión. Su pequeña hija inventó "Te amodorito" y la animadora infantil decidió escribir una canción para hacerla a dúo con Sofía. En la actualidad se encuentra celebrando los más de 20 años de trayectoria en el rubro infantil con nuevo álbum y componiendo nuevas canciones.En el 2024 participó por primera vez acompañada de colegas como Topa en el festival Lollapalooza Argentina, en su edición Kidzapalooza para niños, siendo la headliner del cierre del evento. Al día de hoy lleva escritas más de 106 canciones infantiles y mensualmente tiene más de treinta millones de visitas en su canal de Youtube,convirtiéndose en una de las figuras más premiadas del mundo infantil en Argentina.
Actualmente se encuentra produciendo su duodécimo álbum de estudio.

## Vida personal
Panam pasó su infancia y adolescencia en Martin Coronado, Partido de Tres de Febrero. A pesar de cambiar de locación, en 2002 se declaró como "devota" de Nuestra Señora de Lourdes y comentó que concurría usualmente a la Iglesia de Nuestra Señora de Lourdes ubicada en Santos Lugares, barrio hermano de Caseros.
El día 20 de octubre de 2015, Laura Franco contrajo sus primeras nupcias con el abogado Ricardo Pini en el registro civil ubicado en el centro comercial Recoleta Mall, de la Ciudad Autónoma de Buenos Aires casi sin presencia de medios.
En el mes de mayo de 2013, Laura perdió a su beba Chiara a causa de la trombofilia unos días antes de dar a luz. Participó con otras actrices argentinas del debate en los medios del proyecto de ley de la enfermedad. Es madre de Luca, Sofía y Bautista.

## Filmografía

### Televisión
- 1997 – “El Portal de la noche”, Canal 9.[54]
- 1997 – “Polémica en el bar”, Telefe.[55]
- 1998 – “La noche del domingo” América TV.[56]
- 1999 – “La noche del domingo”, Canal 9.[57]
- 2000 – “El nieto de Don Mateo” Telefe.[58]
- 2001-2002 – “Hacete la América”, América TV.
- 2003-2006 – “Yo soy Panam”, Canal 9.[59]
- 2009 – “Panam corazón”, Magazine.[60]
- 2010-presente – “Panam y circo”, El Trece.[61]

### Teatro
- 2003-2006 – “Yo soy Panam”.[62][63]
- 2007 – “Panam corazón”.
- 2007 – “Angelitos de la isla”.[64][65]
- 2010 – “Panam y sus princesas”.[66]
- 2010-2018 – “Panam y circo”.[67][68]
- 2019 – "Panam Tour".[69]

## Discografía

### Álbumes de estudio
- 2003 – “Yo soy Panam”. Discográfica DBN.
- 2003 – “Yo soy Panam DVD”. Discográfica DBN.
- 2004 – “Yo soy Panam. Vol. 2”. Discográfica DBN.
- 2005 – “Yo soy Panam. Vol. 3”. Discográfica DBN.[70]
- 2011 – “Panam y circo (10 años)”. Discográfica DBN.
- 2013 – “Panam y circo”. Discográfica DBN.
- 2014 – “El Disco aDorado de Panam” Discográfica DBN.
- 2015 – “Llegó Panam”. Discográfica DBN.
- 2017 – “A jugar con Panam”. Discográfica DBN.[71]
- 2019 – “A cantar, bailar y jugar”. Discográfica Leader Music.[72][73][74]
- 2021 - "Panamfiesta, 20 años de amor" Discográfica Leader Euro Music SL.[75]

### Videos musicales
- 2012 - "Ángel de la guarda"[76]
- 2013 - "El pasito de Ventura"[77]
- 2014 - "La caracola"[78]
- 2015 - "A comer que la mesa esta servida”[79]
- 2016 - "Tengo celos"[80]
- 2016 - "Cuento con vos"[81]
- 2016 - "¡Qué pareja despareja!"[82]
- 2016 - "¡Qué papelón!"[83]
- 2016 - "Sin etiquetas"[84]
- 2017 - "Yo amo a mis abuelos"[85]
- 2018 - "Ayudémonos: hoy por mí, mañana por vos"[86]
- 2018 - "La chancleta"[87]
- 2019 - "Sin etiquetas"[82]
- 2020 – "El Gallo"[88]
- 2024 - "Se armó el fiestón"[89]

## Premios

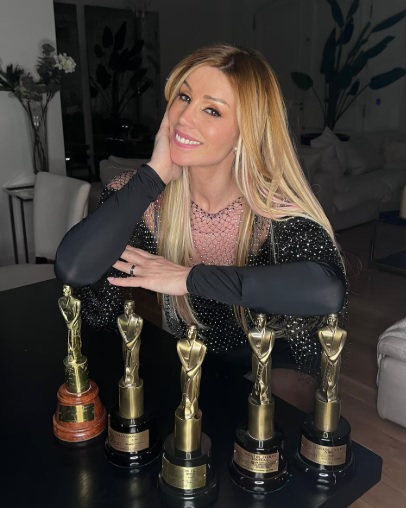
La presentadora infantil más premiada de Argentina

- 2005 – Premio Martín Fierro, Mejor Programa Infantil.[90]
- 2006 – Premio Carlos, mejor espectáculo infantil de Villa Carlos Paz.
- 2007 – Premio Estrella de Mar, mejor espectáculo infantil de Mar del Plata.
- 2017 – Premio Martín Fierro, Mejor Programa Infantil/Juvenil.[91]
- 2018 – Premio Martín Fierro Digital, contenido infantil.[92]
- 2019 – Premio Martín Fierro, Mejor Programa Infantil/Juvenil.[93]
- 2024 - Premio Martín Fierro Digital, Mejor Contenido Infantil.[94]
- 2025 - Premio Martín Fierro Federal, 25 años de trayectoria en animación infantil.[95]